# Epitácio Pessoa
Epitácio Lindolfo da Silva Pessoa (Umbuzeiro (Paraíba), 23 mei 1865 - Petrópolis (Rio de Janeiro), 12 februari 1942) was een professor in de rechten en Braziliaanse politicus, en de elfde Braziliaanse president.
Deodoro da Fonseca ·
Peixoto ·
Morais ·
Campos Sales ·
Alves ·
Pena ·
Peçanha ·
Fonseca ·
Brás ·
Alves ·
Moreira ·
Pessoa ·
Bernardes ·
Luís ·
Prestes ·
(Junta van 1930) ·
Vargas ·
Linhares ·
Gaspar Dutra ·
Vargas ·
Café Filho ·
Luz ·
Ramos ·
Kubitschek ·
Quadros ·
Ranieri Mazzilli ·
Goulart ·
Ranieri Mazzilli ·
Castelo Branco ·
Costa e Silva ·
(Junta van 1969) ·
Garrastazu Médici ·
Geisel ·
Figueiredo ·
Neves ·
Sarney ·
Collor ·
Franco ·
Cardoso ·
Lula da Silva ·
Rousseff ·
Temer ·
Bolsonaro ·
Lula da Silva
- Bibliothèque nationale de France: cb162668843 (data)
- Gemeinsame Normdatei: 1011397285
- International Standard Name Identifier: 0000 0001 1948 2482
- Library of Congress Control Number: n80113427
- Nationale Bibliotheek van Israël: 987007437435205171
- Nederlandse Thesaurus van Auteursnamen: 149725825
- Système universitaire de documentation: 083823395
- Virtual International Authority File: 33304212
- WorldCat: E39PBJfRGRtTBF3677xxtgvyh3